# Campeonato Argentino M18 2008
El Campeonato Argentino de Menores de 18 años de 2008 fue un torneo para los seleccionados M18 de las uniones regionales afiliadas a la Unión Argentina de Rugby. El torneo se llevó a cabo entre el 11 de octubre y el 22 de noviembre de 2008. Las fechas originales del torneo fueron alteradas con el objetivo de no coincidir con la disputa del Campeonato Sudamericano M19 de 2008.
El torneo fue disputado en conjunto con la Zona Campeonato del Campeonato Argentino M19 de 2008, organizando todos los equipos y encuentros de acuerdo a sus equivalentes en la categoría superior. Estos partidos se disputaron en forma de encuentros preliminares.
El seleccionado de la Unión de Rugby de Buenos Aires, capitaneado por Bautista Güemes, consiguió el campeonato al derrotar 21-10 a la Unión de Rugby de Tucumán en la final disputada en las instalaciones del Club Newman.

## Equipos participantes
Participaron de este torneo las selecciones de las ocho uniones provinciales clasificadas a la Zona Campeonato del Campeonato Argentino M19 de 2008.
| División                  | Equipo        | Unión                           |
| ------------------------- | ------------- | ------------------------------- |
| Zona Campeonato 8 equipos | Buenos Aires  | Unión de Rugby de Buenos Aires  |
| Zona Campeonato 8 equipos | Córdoba       | Unión Cordobesa de Rugby        |
| Zona Campeonato 8 equipos | Cuyo          | Unión de Rugby de Cuyo          |
| Zona Campeonato 8 equipos | Mar del Plata | Unión de Rugby de Mar del Plata |
| Zona Campeonato 8 equipos | Rosario       | Unión de Rugby de Rosario       |
| Zona Campeonato 8 equipos | Salta         | Unión de Rugby de Salta         |
| Zona Campeonato 8 equipos | Sur           | Unión de Rugby del Sur          |
| Zona Campeonato 8 equipos | Tucumán       | Unión de Rugby de Tucumán       |

## Zona Campeonato

### Zona 1
| Pos. | Equipos      | Partidos | Partidos | Partidos | Tantos | Tantos | Tantos | Pts. |
| Pos. | Equipos      | G        | E        | P        | PF     | PC     | DP     | Pts. |
| ---- | ------------ | -------- | -------- | -------- | ------ | ------ | ------ | ---- |
| 1.°  | Buenos Aires | 3        | 0        | 0        | 160    | 8      | +152   | 15   |
| 2.°  | Cuyo         | 2        | 0        | 1        | 94     | 47     | +47    | 10   |
| 3.°  | Sur          | 1        | 0        | 2        | 44     | 137    | -93    | 5    |
| 4.°  | Salta        | 0        | 0        | 3        | 21     | 127    | -106   | 0    |

|  | Clasifica a la final |

| 11 de octubre | Sur | 3 - 76  | Buenos Aires | Sociedad Sportiva, Bahía Blanca              |                                              |
|               |     | Reporte |              | Árbitro(s): Daniel Allamanno (Mar del Plata) | Árbitro(s): Daniel Allamanno (Mar del Plata) |

| 18 de octubre | Buenos Aires | 55 - 0                | Salta | Club Newman, Don Torcuato                |                                          |
|               |              | Reporte p.111 Reporte |       | Árbitro(s): Fernando Rodríguez (Córdoba) | Árbitro(s): Fernando Rodríguez (Córdoba) |

| 18 de octubre | Cuyo | 51 - 7  | Sur | Teqüe Rugby Club, Maipú  |                          |
|               |      | Reporte |     | Árbitro(s): Juan Ferrari | Árbitro(s): Juan Ferrari |

| 25 de octubre | Buenos Aires | 29 - 5                | Cuyo | Club Newman, Don Torcuato             |                                       |
|               |              | Reporte p.111 Reporte |      | Árbitro(s): Fernando Porcel (Rosario) | Árbitro(s): Fernando Porcel (Rosario) |

| 25 de octubre | Salta | 10 - 34 | Sur |                                       |                                       |
|               |       | Reporte |     | Árbitro(s): Patricio Padrón (Tucumán) | Árbitro(s): Patricio Padrón (Tucumán) |

| 1 de noviembre | Cuyo | 38 - 11 | Salta | Marista Rugby Club, Luján de Cuyo   |                                     |
|                |      | Reporte |       | Árbitro(s): Carlos Orozco (Córdoba) | Árbitro(s): Carlos Orozco (Córdoba) |

### Zona 2
| Pos. | Equipos       | Partidos | Partidos | Partidos | Tantos | Tantos | Tantos | Pts. |
| Pos. | Equipos       | G        | E        | P        | PF     | PC     | DP     | Pts. |
| ---- | ------------- | -------- | -------- | -------- | ------ | ------ | ------ | ---- |
| 1.°  | Tucumán       | 3        | 0        | 0        | 99     | 41     | +58    |      |
| 2.°  | Rosario       | 2        | 0        | 1        | 86     | 42     | +44    | 9    |
| 3.°  | Córdoba       | 1        | 0        | 2        | 66     | 56     | +10    | 6    |
| 4.°  | Mar del Plata | 0        | 0        | 3        | 25     | 137    | -112   | 0    |

|  | Clasifica a la final |

| 18 de octubre | Mar del Plata | 12 - 46 | Tucumán | CUDS, Mar del Plata                      |                                          |
|               |               | Reporte |         | Árbitro(s): Joaquín Otaño (Buenos Aires) | Árbitro(s): Joaquín Otaño (Buenos Aires) |

| 18 de octubre | Córdoba | 15 - 17 | Rosario | Jockey Club, Córdoba                    |                                         |
|               |         | Reporte |         | Árbitro(s): Juan Lalanne (Buenos Aires) | Árbitro(s): Juan Lalanne (Buenos Aires) |

| 25 de octubre | Tucumán | 26 - 17 | Córdoba | Los Tarcos RC, Tucumán                     |                                            |
|               |         | Reporte |         | Árbitro(s): Gastón Chiabaut (Buenos Aires) | Árbitro(s): Gastón Chiabaut (Buenos Aires) |

| 25 de octubre | Rosario | 57 - 0  | Mar del Plata |                                            |                                            |
|               |         | Reporte |               | Árbitro(s): Esteban Álvarez (Buenos Aires) | Árbitro(s): Esteban Álvarez (Buenos Aires) |

| 1 de noviembre | Tucumán | 27 - 12 | Rosario | Tucumán Lawn Tennis, Tucumán          |                                       |
|                |         | Reporte |         | Árbitro(s): Gastón Pedraza (San Juan) | Árbitro(s): Gastón Pedraza (San Juan) |

| 1 de noviembre | Córdoba | 34 - 13 | Mar del Plata | Córdoba Athletic Club, Córdoba         |                                        |
|                |         | Reporte |               | Árbitro(s): Fernando Martoni (Tucumán) | Árbitro(s): Fernando Martoni (Tucumán) |

### Final
| 22 de noviembre | Buenos Aires | 21 - 10 | Tucumán | Club Newman, Don Torcuato           |                                     |
|                 |              | Reporte |         | Árbitro(s): Daniel Araque (Austral) | Árbitro(s): Daniel Araque (Austral) |

|                      |
| Buenos Aires Campeón |